# 梅努瓦
梅努瓦（法語：Mesnois，法語發音：[mɛnwa]）是法国汝拉省的一个市镇，属于隆斯勒索涅区。

## 地理
梅努瓦（46°36'4"N, 5°41'23"E）面积11.47 平方千米，位于法国勃艮第-弗朗什-孔泰大區汝拉省，该省份为法国东部内陆省份，北起上索恩省，西北接科多尔省，西临索恩-卢瓦尔省，南至安省，东与杜省和瑞士接壤。
与梅努瓦接壤的市镇（或旧市镇、城区）包括：皮布利、拉尔吉莱马尔索奈、布利、沙雷济耶、马尔内济亚、诺尼亚、帕托尔奈、蓬德普瓦特。

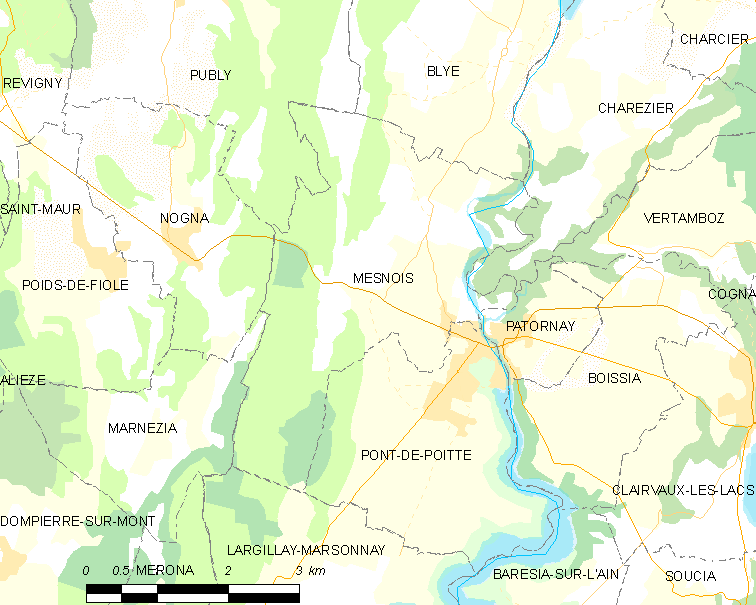
梅努瓦的OSM定位图

梅努瓦的时区为UTC+01:00、UTC+02:00（夏令时）。

## 行政
梅努瓦的邮政编码为39130，INSEE市镇编码为39326。

## 政治
梅努瓦所属的省级选区为圣洛朗昂格朗沃县。

## 人口

1962-2008年间梅努瓦人口变化图示

梅努瓦于2022年1月1日时的人口数量为168人。